# ハッカーインターナショナル
株式会社ハッカー・インターナショナルはかつて存在したゲームソフト制作会社である。

## 概要
従来は正式なライセンスを取ってから制作を行っていたゲーム業界において、ファミリーコンピュータ（ファミコン）のライセンサーである任天堂へライセンス料を払わずに、解析結果などを基にアダルトゲームやバックアップツールを開発、販売したアングラソフト流通の先駆け的存在である。例として当時のファミコンの人気ソフトにあやかって『ボディコンクエスト』や『ハイレグファンタジー』などのライセンサー非公認ソフトを作成、販売した。台形の形をしたROMカートリッジが特徴的だった。
ファミコンで販売された一部の作品はSachenやColor Dreams、C&E等、海外メーカー製ゲームのローカライズ作品である。これらのメーカーもまた、任天堂非公認でNESソフトを販売していた。
また、ファミコンディスクシステムのバックアップツール（コピーツール）や連射改造されたファミコンも発売していた。この改造本体「Hacker Junior」に関しては任天堂と裁判沙汰にもなったことでも知られる。
次にPCエンジンに活動の場を移し、多くの非公認ソフトを発売。
その後はマップジャパンにゲーム事業を移管し（同じ所在地、同じ経営者で実質同じ会社）、プレイステーションに正規に契約し参入した。
同時期にはエアプランツ、エクセルタというブランドでWindows用のアダルトゲームもリリースしていた。
最後のソフトは2001年1月18日発売（アダルトゲームは2001年1月19日）でこの後ゲーム業界から撤退し会社も解散したと思われる。
当時の経営者である萩原暁の話によると、「自分がゲームを遊ばなくなり、キチっとしているうちに終えて新しいことをやりたいと思い、ゲームは辞めてしまった」との事。
また、自社で編集・発行したマイコン誌である『月刊ハッカー』を出していた（発売は日本文芸社で厳密にいえば週刊漫画ゴラクの増刊扱い）。

## 作品リスト

### ファミリーコンピュータ
ロムカセット
※当時任天堂の持っていたファミコンカートリッジのデザインに対する意匠権を回避するため、独自形状のカートリッジとなっている。
Sachen製の一部タイトルでは小型タイプのカートリッジでリリースされたものがあり、これらは構造上ファミコン本体のイジェクトレバーで取り出すことができない。
- AV花札倶楽部 (Idea-Tek製)
- 花札遊侠伝 流れ花 お竜 (C&E製)
- AVスーパーリアルパチンコ (C&E製)
- AVドラゴン麻雀 (Idea-Tek製)
- AVポーカー (Idea-Tek製)
- ピラミッド クレオパトラ危機一髪 (Sachen製)
- 麻雀コンパニオン (Sachen製)
- 麻雀サミット 歌舞伎町編 (Sachen製)
- 四川麻雀 制服編 (Sachen製)
- AVパチスロ ビッグチャンス (Idea-Tek製)
- ソープパニック (C&E製)
- アイドル四川麻雀 (C&E製)
- AV麻雀倶楽部 (C&E製)
- AVワールドサッカー (C&E製)
- ミスピーチワールド (Color Dreams製) - NES用非公認ソフト『Menace Beach』の改良版

※キネマミュージック名義のタイトル
- パピヨンギャルズ (Sachen製）
- メタルファイターμ (Sachen製)

クイックディスク
※クイックディスクは、任天堂純正のディスクと似た形状をしているが、プロテクト回避構造を持つ。
- 美少女エイリアンバトル
- THE GOLF 美少女クラシック
- デート de BLACK JACK
- 小林ひとみ 衝撃的テニス
- 小林ひとみのホールドアップ
- 妖精たちのピンボール

- SUPER PIGブランド
  - エミちゃんの燃えろ野球拳！
  - 亜紀とつかさの不思議の壁
  - ギャルズダンジョン
  - セクシー野球拳アドベンチャーII
  - 美少女セクシーパズル
  - 美少女セクシーダービー
  - 美少女セクシースロット
  - 美少女勝ち抜き連珠五目並べ
  - 美少女花札倶楽部 VOL.1
  - 美少女花札倶楽部 VOL.2
  - セクシーインベーダー

- MIMI-Proブランド
  - 美少女麻雀倶楽部
  - 天使たちの放課後
  - フルーツ麻雀1
  - フルーツ麻雀2
  - フルーツ麻雀3
  - フルーツ麻雀4
  - LIP STICK #1 ロリータ編
  - LIP STICK #2 女子学生編
  - LIP STICK #3 OL編
  - LIP STICK #4 白衣の天使編
  - LIP STICK #5 スチュワーデス編
  - 名門女子高生 セーラー服美少女図鑑 #1 名門山の手お嬢様女子高編A
  - 名門女子高生 セーラー服美少女図鑑 #2 名門山の手お嬢様女子高編B
  - 名門女子高生 セーラー服美少女図鑑 #3 名門清純お嬢様公立女子高生編A
  - 名門女子高生 セーラー服美少女図鑑 #4 名門清純お嬢様公立女子高生編B
  - 名門女子高生 セーラー服美少女図鑑 #5 名門純愛お嬢様私立女子高生編A
  - 名門女子高生 セーラー服美少女図鑑 #6 名門純愛お嬢様私立女子高生編B

- INDIES SOFTブランド
  - ボディコンクエスト 暴かれし娘たち
  - ゲームの達人 マネーウォーズ
  - 麻雀ゴラク 美少女名人戦
  - コミック作家シリーズ 闘魔戦記1 魔少女学園イーヴル
  - コミック作家シリーズ 闘魔戦記2 マーメイドの逆襲
  - コミック作家シリーズ 闘魔戦記3 龍神先生危機一髪
  - コミック作家シリーズ 闘魔戦記4 天空龍魔王復活
  - コミック作家シリーズ 闘魔戦記5 妖獣ルドの挑戦

ツール類
- DISK HACKER ver 1.1
- DISK HACKER II
- HACKER PRO DIGITAL
- ディスクシステム用生ディスク

### PCエンジン
HuCARD
- AVポーカーワールドギャンブラー
- クイズ投稿写真
- 究極麻雀 アイドルグラフィック
- 究極麻雀II スーパーアイドルグラフィック
- アイドル花札ファンクラブ
- ストリップ・ファイターII
- ボディコンクエストII ～救性主～
- レディソード ～略奪された10人の乙女～
- PCパチスロアイドルギャンブラー

SUPER CD-ROM2
※SUPER CD-ROM2等の正規システムカードではなく、独自のシステムカードでのみ起動する仕組みとなる。なお、DUO以降の機種で動かす場合も必要。
- AV誕生
- CDパチスロ 美少女ギャンブラー
- CD・美少女パチンコ
- CD花札 美少女ファンクラブ
- CD麻雀 美少女中心派 - キャラクターデザインのスタッフが、後にトゥルーラブストーリーに参加している。
- ハイレグファンタジー
- 美少女雀士 アイドルパイ

ツール類
- HACKER CD CARD

GAME EXPRESS製ゲーム専用システムカード。同社はNECホームエレクトロニクスとの正式ライセンスを結んでおらず、CD-ROM2を（法的に）利用できないため、その解消方法として開発された。旧CD-ROM2では動作せず、SUPER CD-ROM2/Duo専用。緑と青の色違いの二種類があり、性能は同等である。

### DOS/V
- ストリップ・ファイター

### プレイステーション
※マップジャパン名義のタイトル
- ユニバーサル バーチャパチスロ 〜必勝攻略法〜
- ネオ・プラネット
- ヒロインドリーム
- オリンピア・山左 バーチャパチスロⅡ 〜実践！美少女攻略法〜
- ドラゴンビート レジェンドオブピンボール
- 東京23区制服WARS
- オリンピア・高砂 バーチャパチスロⅢ
- ヒロインドリーム2
- バーチャパチスロ オリンピア・スペシャル
- 北電子バーチャパチスロ
- バーチャパチスロEX
- バーチャパチスロⅣ 北電子・オリンピア
- 北電子バーチャパチスロ2
- バーチャパチスロ7
- ヒストリーオブ 北電子

### Windows
※エアプランツ名義のタイトル
- フローライト ほたる石
- Dearst Vampire
- とりあえず　えあぷらんちゅ!
- Snow Memoria ～忘れえぬ想い～
- 幽世ノ門
- ラグナポリス
- はんど☆メイド
- Five Years

※エクセルタ名義のタイトル
- めぞんなやつら ～やることはいっしょ